# 太宰治紀念館 「斜陽館」
太宰治紀念館 「斜陽館」（だざいおさむきねんかん しゃようかん），是一座位於日本青森縣五所川原市的建築物，為日本知名小説家太宰治的出生地，由於建築物作為近代和風住宅的代表案例，因此在2004年被指定為日本的重要文化財，目前則做為太宰治紀念館開放參觀。並收藏了關於津島家族的古董家具、裝飾品和太宰治的作品集。

## 沿革
斜陽館是由太宰治的父親、眾議院議員津島源右衛門於1907年（明治40年）建造。當時的地址是青森縣北津輕郡金木村。
太宰治在1923年（大正12年）上中學前，一直住在這所房子裡。在赴東京後因配合共產黨的非法活動而被家鄉嫌棄，禁止回到斜陽館。直到1942年，太宰的母親津島種去世後，他才得到寬恕得以回到這所房子。此後在1945年，由於因戰局惡化，太宰則攜妻兒避難此處居住一年，並繼續他的寫作活動。在太宰治的小說《思出》和《津輕》中，太宰曾描述了對這座房子的印象。
當太宰在1950年去世後，津島一家賣掉了這座房子。被鎮上的客棧老闆買下後，與太宰治文學紀念館一起將建築物改造為旅館，並以太宰治的小說《斜陽》將建築物命名為斜陽館。由於文學紀念館對外開放，最初旅館開業後也吸引眾多太宰治粉絲到訪。
自1988年左右以來，由於客人人數減少，加上在1990年由於未申報所得稅而追加1億日元，導致斜陽館的經營狀況惡化，使管理層宣布他們即將關閉斜陽館。1996年，金木村則從所有者手中購買了建築物，並將其作為市立文學博物館重新開放。斜陽館旅館最終於1996年4月7日停業，並在1998年更名為現在的「太宰治紀念館-斜陽館」並重新開業。建築物的定位為展示太宰的文學資料、以及昭和初期大地主對馬家族珍貴資料的博物館，目前該建築物以成為五所川原市的人氣景點。

## 建築設計
- 設計：堀江佐吉
- 完成：1907年（明治40年）
- 結構/規模：入母屋造木製二層建築
- 地址：青森縣五所川原市金木町旭山412-1
- 文化財產指定：國家重要文化財（2004年12月指定）[3][4][5]

斜陽館是大量使用青森縣柏木的二層木結構建築，樓下11間客房公約278坪，二樓8間客房約116坪，其建築設有附屬建築、帶噴泉的花園，佔約680坪。是當時作為大地主的津島家族的豪華宅邸。建築物的外觀是日式住宅，但結構則沿用了津輕地區聯排別墅的戶型。
斜陽館也是明治時代的農村銀行，目前整個建築，包括主樓、圖書館庫、中庫、米庫等大型土庫，以及圍繞遺址的長磚牆幾乎保留了當時的原貌。除了作為小說家太宰治的出生地外，它還是近代大地主住宅佈局的重要保存建築。建造工程的委託人是以弘前市為活動中心的木工師傅堀江佐吉，然而在建築尚未完工時，堀江本人就去世了，斜陽館的興建工程最後由他的第四個兒子齋藤伊三郎完成。

### 內部設計

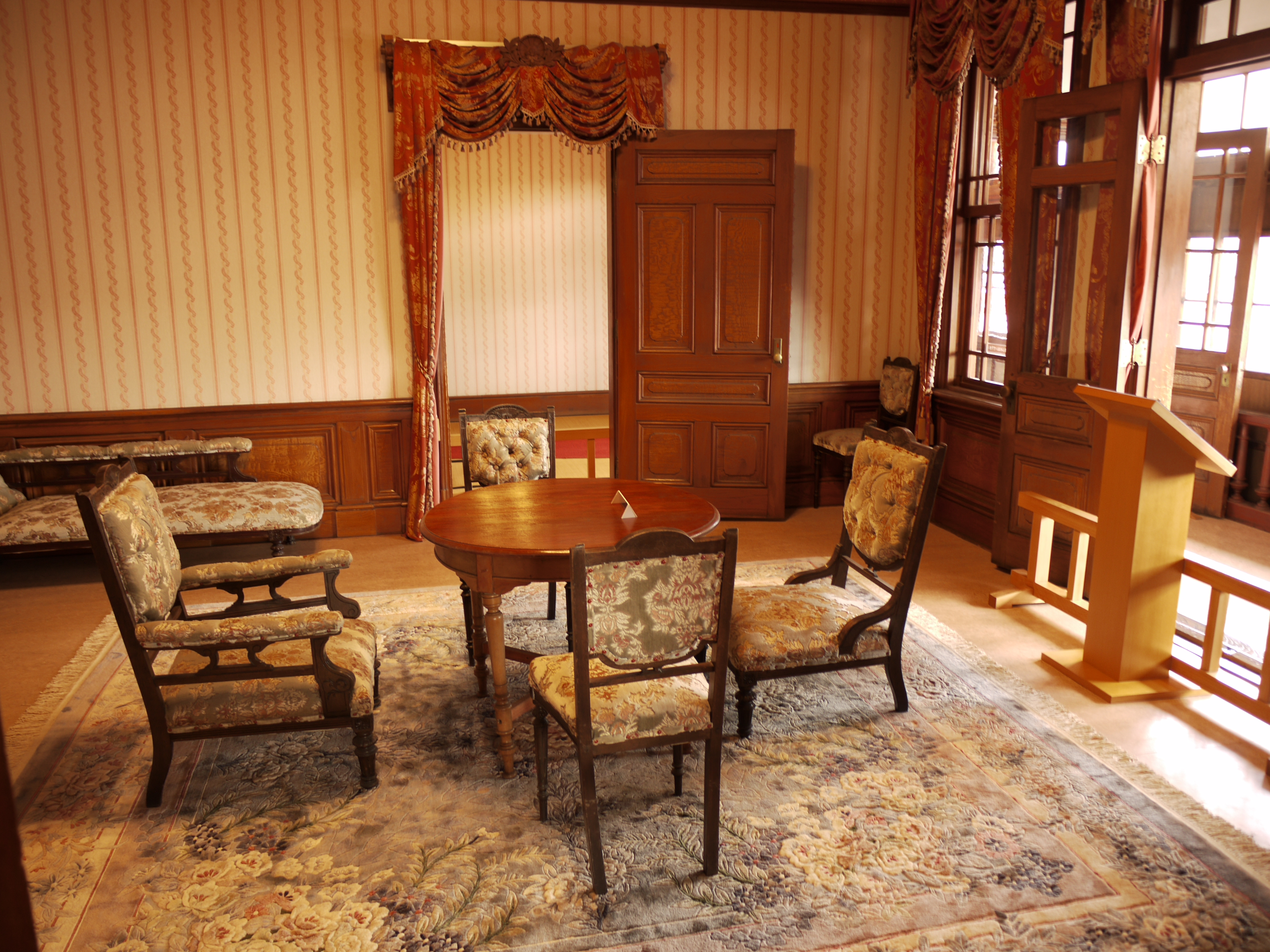
2樓應接室
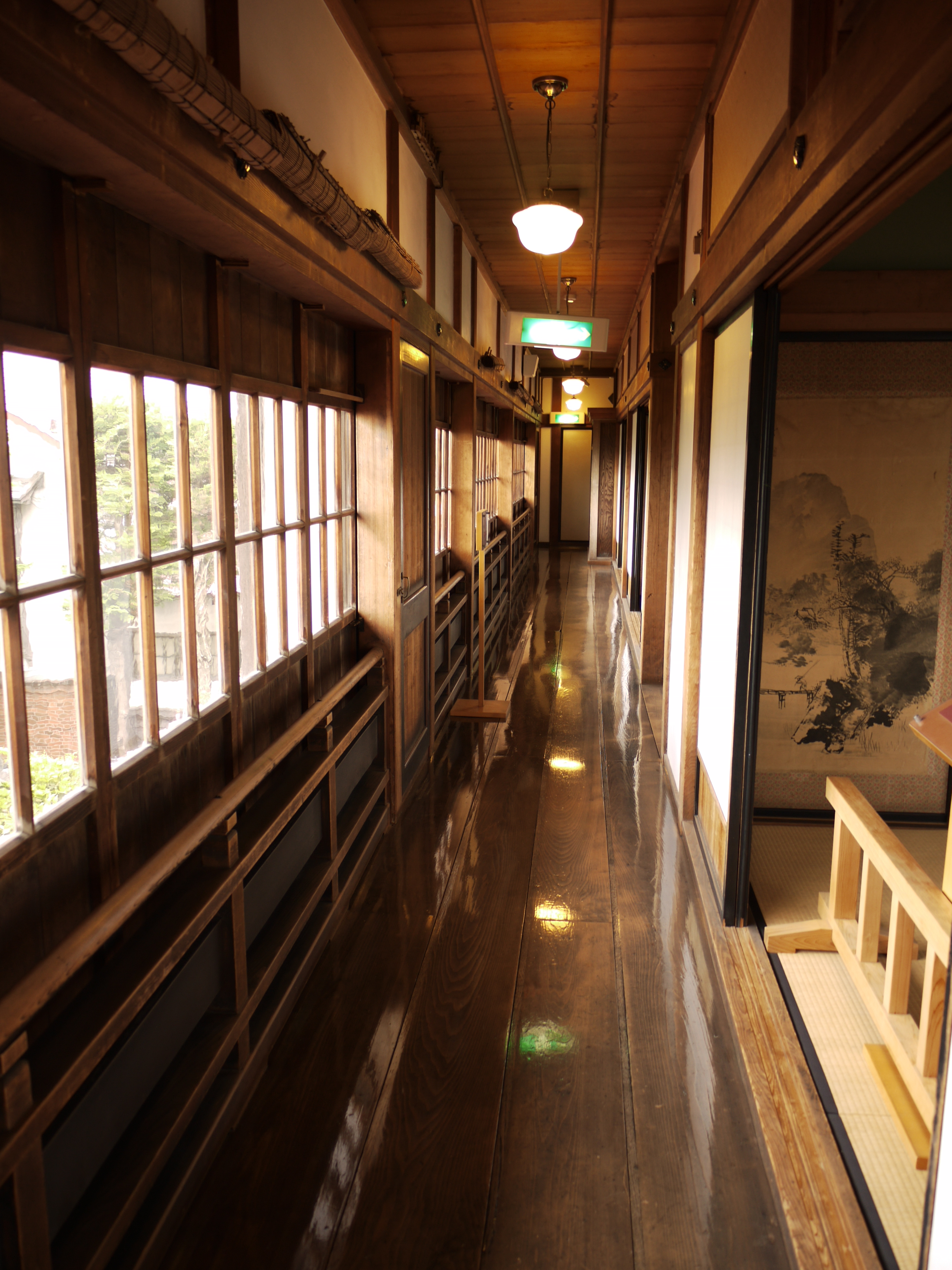
2樓北側走廊
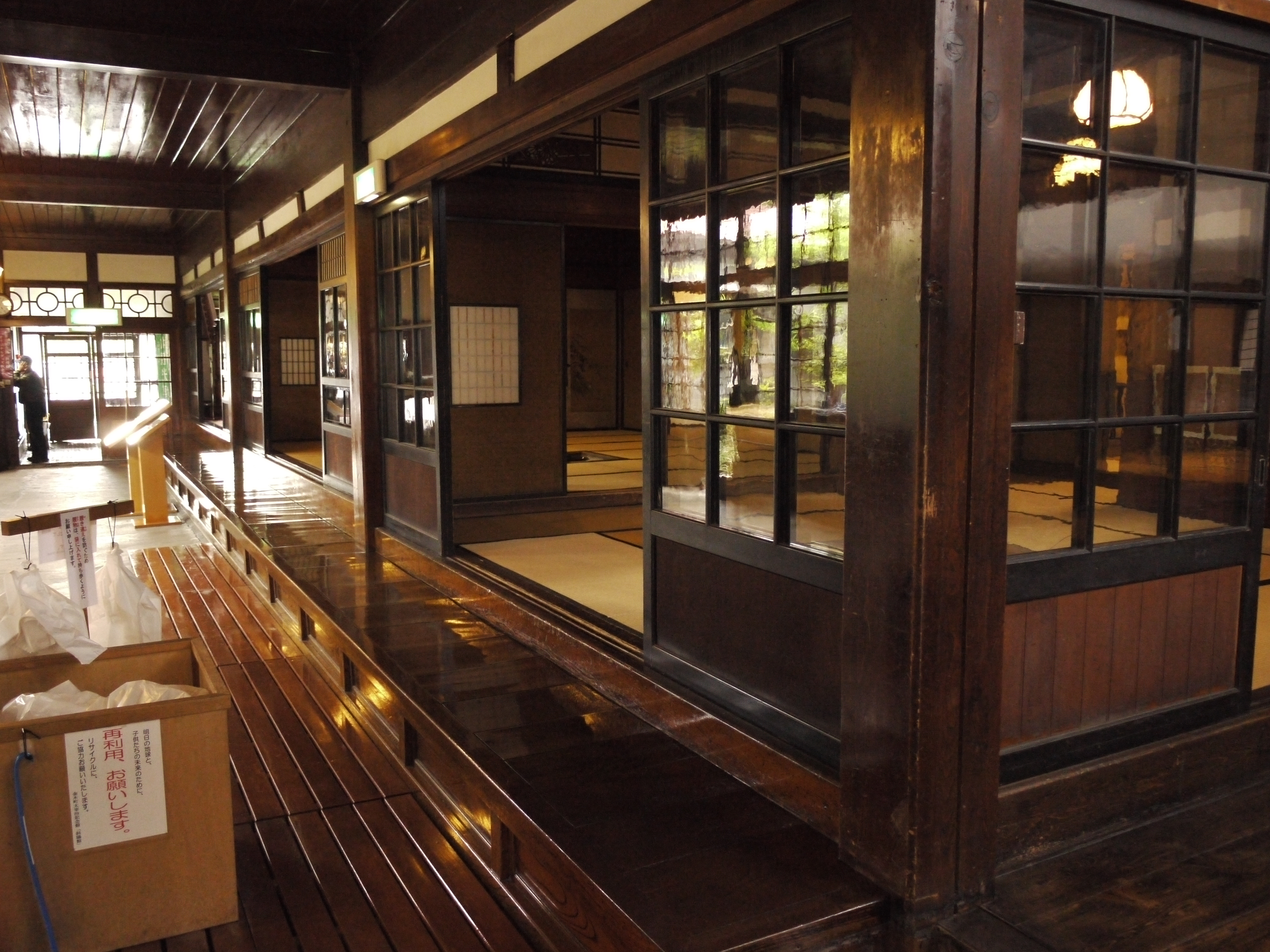
1樓常居
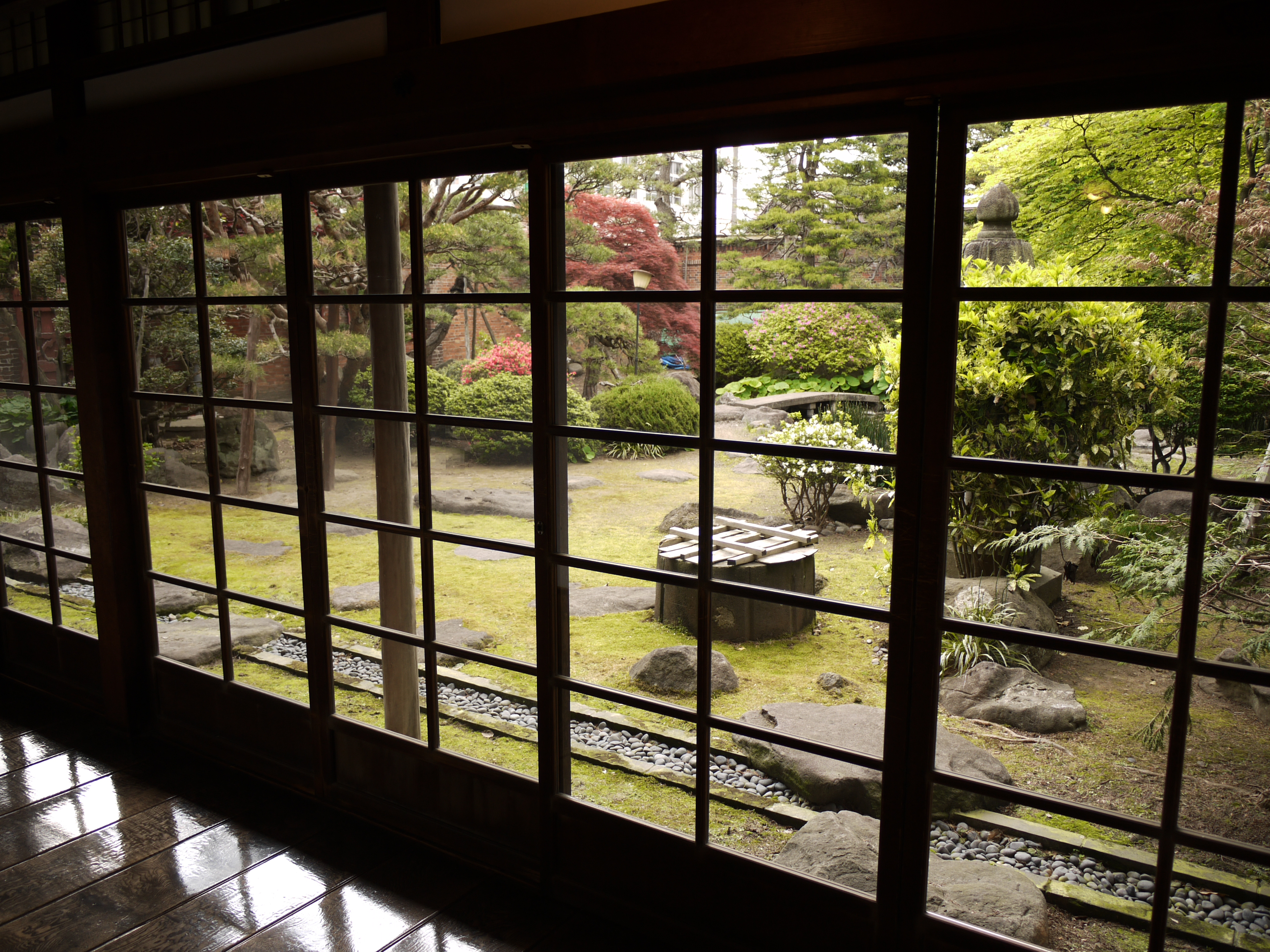
庭院

斜陽館正面朝西，西面南寄設有入母屋屋根玄關。進門左側是「店」（財務室）、右側是辦公室，「店」後面設有日式房間。進門後是起居空間，南側有寬闊的「鳥庭」（土樓），北側共6間，東西各3間，前後各2排。
前排的房間從西起分別是「前座敷」、「茶間室」、「常居」，後排的房間從西起分別是「佛房」、「小座敷」、「小間」。房間的東側設有「木板房」。板與板之間並沒有吊頂，其桁架屋架則為外露。
大樓東南側以及土樓南側的房間目前用作休息室，原本是傭人房，後來作為廚房使用。二樓位於入口旁的樓梯處，其樓層設有一間西式會客室和七間日式房間。本館東面是中倉、米倉的位置，北面是文庫藏（今資料展示室），其建築物內部和接待室中融入了西式設計。是一座規模宏大、品質優良的府邸建築，建築物目前也展示太宰的執筆用具、親筆原稿、書簡、初版書等文物。

## 另見
- 文學館（日语：文学館）
- 近代和風建築（日语：近代和風建築）

## 外部連結
- 太宰治記念館【斜陽館】 - 五所川原市 （页面存档备份，存于）
- 太宰ミュージアム （页面存档备份，存于）
- 旧津島家住宅主屋（文化遺産オンライン・文化庁） （页面存档备份，存于）